# Hieracium grophosiceps
Hieracium grophosiceps es una especie de planta con flor del género Hieracium, de la familia Asteraceae, orden Asterales.

## Distribución
Hieracium grophosiceps se distribuye por Suecia, Europa.

## Taxonomía
Fue descrita científicamente por Johanss. ex Folin.
Tratamiento taxonómico
La especie aparece registrada y publicada en Ark. Bot.